# 日産・セフィーロ
セフィーロ（CEFIRO）は、日産自動車がかつて生産・販売していた中型乗用車である。

## 初代 A31型（1988年 - 1994年）
発売数週間前からの、中沢新一・和田勉・斉藤由貴・井上陽水・中村敦夫出演のティザー広告を経て1988年9月1日に発売。糸井重里考案の「くうねるあそぶ。」のキーワードが話題になった。当時S13型シルビアのオプションパッケージなどでしか採用例のなかったプロジェクター式ヘッドライトを標準で採用した斬新なフロントマスクが特徴的であった。ボディ形状はプレスドアを採用した4ドアセダンである。
通常、日産の新規車種では車両型式の末尾は「0」から始まるようになっているが、「A30」は3代目グロリアで既に使用されていたため、「A31」からの付番となった。
駆動方式は後輪駆動（FR）で、1989年にフルモデルチェンジしたR32型スカイラインおよびC33型ローレルとは、基本コンポーネンツを共有する姉妹車である。
エンジンはいずれもRB20系の直列6気筒で、発売当初はRB20E型 2.0L SOHC、RB20DE型 2.0L DOHC、RB20DET型 2.0L DOHCターボの3種類を用意。RB20DEは無鉛プレミアムガソリン仕様で、RB20DETはR31スカイライン後期型に搭載の190psから205psにパワーアップした仕様であった。トランスミッションはDUET-SS装着車を除いてマニュアルトランスミッション（MT）が選択可能であった。
生産工場は、当時、姉妹車のスカイライン・ローレルなどを生産していた村山工場と、サニー・プレセアなどを生産していた座間工場であった。
初期のキャッチコピーは「33歳のセダン。」であり、当時のDINKs層、つまり20代 - 30代の男性を主なターゲットとしていた。ユーザーが自らの嗜好に沿ってエンジン、サスペンション、トランスミッション、内装生地、内装色、外装色などを組み合わせて注文できるセミオーダーメイド方式「セフィーロ・コーディネーション」を導入し、発売当時の組み合わせは810通りあった。組み合わせた仕様の詳細はセンターコンソールボックスリッドの内側に貼られたIDラベルで確認できる。なお、メカニズムの仕様による価格差は存在しても、快適装備類に差異はほぼ存在しない。
外装には特に表記はないが、サスペンション3種とエンジン3種の組み合わせを示す呼称があった。
- サスペンション
  - 標準サスペンション:なし
  - 超音波センサー付き電子制御サスペンションDUET-SS装着車:コンフォート
  - 4輪操舵システムHICAS-II装着車:スポーツ

- エンジン
  - RB20E搭載車:タウンライド
  - RB20DE搭載車:ツーリング
  - RB20DET搭載車:クルージング

CMや広告写真にはHICAS-II装着のRB20DE搭載車「スポーツツーリング」が多く使われた。
| 搭載エンジン サスペンション | RB20E (SOHC)              | RB20DE (DOHC)           | RB20DET (DOHCターボ)      | トランスミッション | 内装生地                     | 内装色                 | 外装色          |
| --------------------------- | ------------------------- | ----------------------- | ------------------------- | ------------------ | ---------------------------- | ---------------------- | --------------- |
| 標準 サスペンション         | タウンライド              | ツーリング              | クルージング              | 4速E-AT/5速MT      | ダンディ/ エレガント/ モダン | オフブラック/ ブラウン | 9色 (注文色2色) |
| 電子制御 DUET-SS装着        | コンフォート タウンライド | コンフォート ツーリング | コンフォート クルージング | 4速E-AT            | ダンディ/ エレガント/ モダン | オフブラック/ ブラウン | 9色 (注文色2色) |
| 4輪操舵 HICAS-II装着        | スポーツ タウンライド     | スポーツ ツーリング     | スポーツ クルージング     | 4速E-AT/5速MT      | ダンディ/ エレガント/ モダン | オフブラック/ ブラウン | 9色 (注文色2色) |

1989年8月、スエード調人工皮革「エクセーヌ」を内装に採用した特別仕様車「エクセーヌセレクション」をラグジュアリーグレード「コンフォート」系に設定。
1990年1月、標準車のRB20DET搭載グレードのクルージングをベースとし、日産の特装車専門の子会社オーテックジャパンにてエアロパーツ、エンジンチューン、コノリーレザー製本革シート、オリジナル品の本革巻ステアリング、PIAA製アルミホイールなどのチューニングを施した「オーテックバージョン」が追加設定された。
1990年8月、マイナーチェンジによって中期型に移行。前期型で設定されていたセミオーダーメイド方式の「セフィーロ・コーディネーション」を廃止し、ヘッドランプをオーソドックスなフォグランプ内蔵異型角型2灯式ハロゲンタイプに改めたNA車専用の「Nシリーズ」などが追加された。また、BNR32型スカイラインGT-Rに搭載のアテーサE-TS四輪駆動システムと、R32型スカイラインと共通の4輪マルチリンクサスペンションを移植してRB20DETを搭載した、歴代唯一の四輪駆動車「アテーサクルージング」（後期ではSE-4）が追加された。
1991年8月、全車にサイドドアビーム採用等の安全対策の向上および断熱グリーンガラスを採用。運転席SRSエアバッグシステムのメーカーオプション設定。同時にタウンライドNとツーリングをベースにエクセーヌシート、シルバーポリッシュアルミロードホイールを特別装備したSVシリーズを発売。
1992年5月、マイナーチェンジによって後期型に移行。メカニズム面ではRB25DE型 2.5Lエンジン搭載モデルが追加され、同時にRB20DE搭載車、RB25DE搭載車に5速ATが追加される（前述のエンジン以外は引き続き4速ATを搭載）。外装面ではバンパーの大型化により3ナンバー化。中期型で追加されたNシリーズが廃止され、再び全車プロジェクターヘッドライトを装着する。新グレードとして、本革/エクセーヌコンビシート、C33ローレルと同素材のマホガニー材の本木目ATフィニッシャー、スーパーファインコーティング、シルバーポリッシュアルミロードホイールを装備した「25SE-Mセレクション」を追加。CM出演者は井上陽水から仲谷昇に変更となった。
姉妹車のスカイラインやローレルと共用する部品が多く、手軽にチューニングできることからチューニングカー、特にFRということもあってドリ車のベースとして人気を博した。
海外輸出販売も好調で、それまでのローレル、スカイラインに代わって東南アジア・オセアニアでは「セフィーロ」、中東とラテンアメリカでは「ローレルアルティマ」の名称で売られていた。日本国内仕様との違いは、フロント部のロゴマーク（海外向けは日産のロゴマーク）が異なるのとメーターが220km/h（日本向けは180km/h）対応であること。また、ローレルアルティマには専用のRB24Sエンジンが搭載されていた。
1994年7月、生産終了。在庫対応分のみの販売となる。
1994年8月、2代目と入れ替わる形で販売終了。販売終了前月までの新車登録台数の累計は14万1278台。

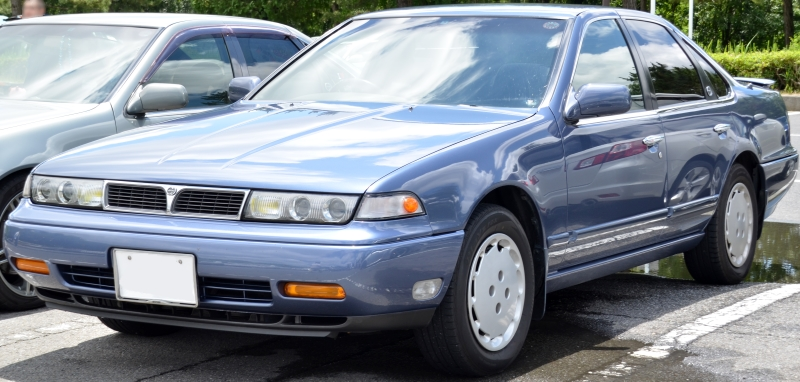
後期型 フロント
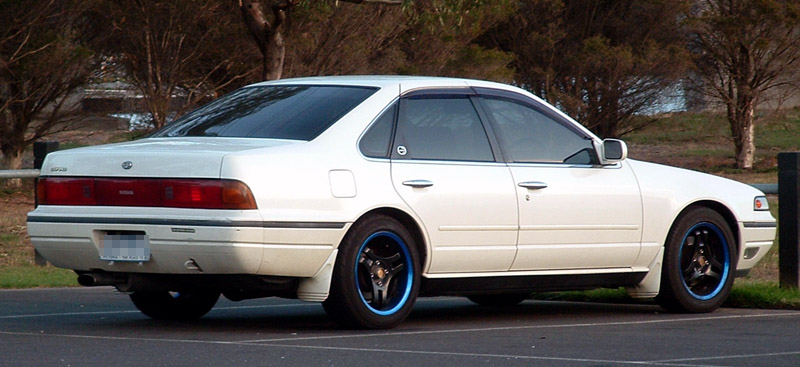
リア（後期型）
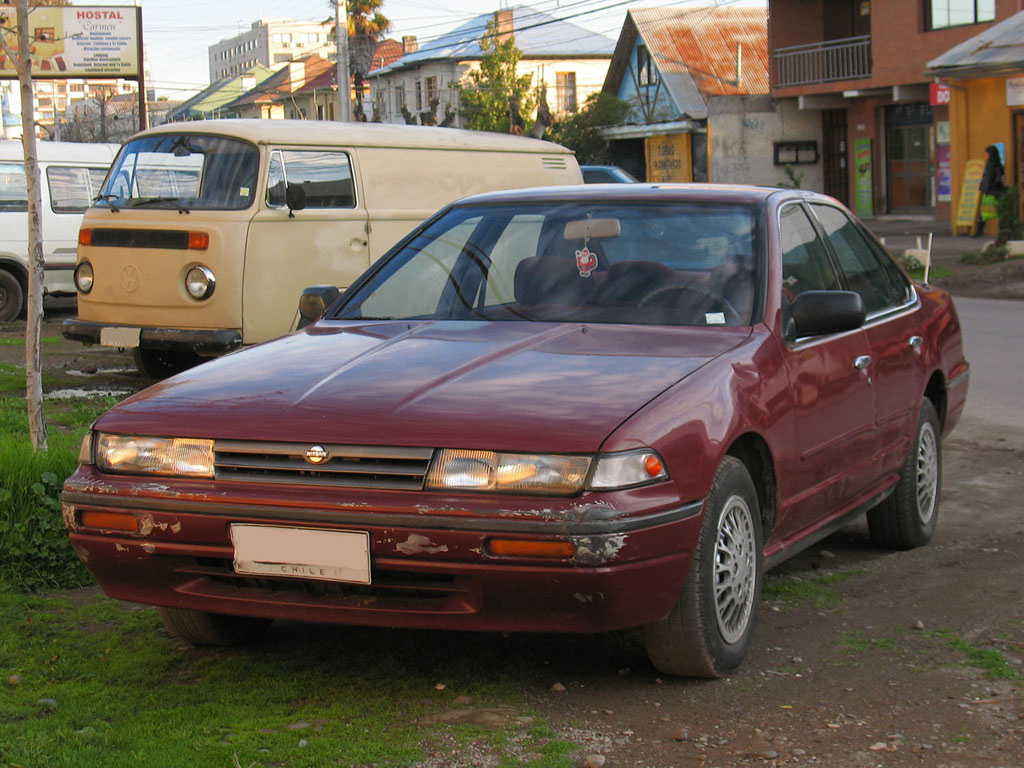
ラテンアメリカ向けローレルアルティマ
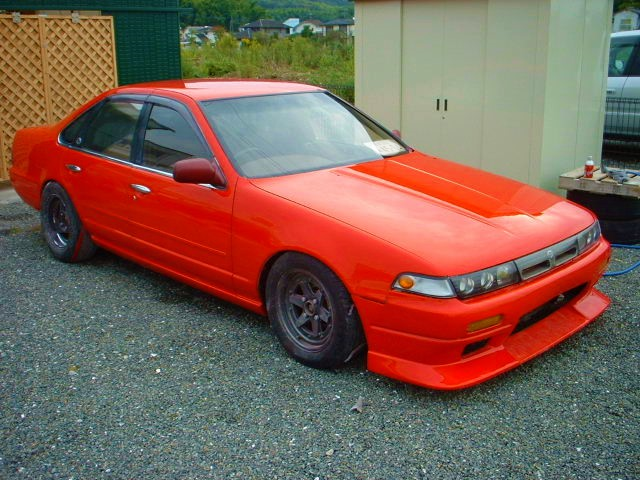
チューニングされた前期型

## 2代目 A32型（1994年 - 2000年）
1994年（平成6年）8月24日発表。マキシマとの統合により前輪駆動化され、新開発となる横置きV型6気筒のVQエンジン（2.0L VQ20DE、2.5L VQ25DE、3.0L VQ30DE）が搭載された。生産は追浜工場に移管された。
グレード構成はディッシュタイプのアルミホイールや足踏み式パーキングブレーキ（MT除く）、クロームグリルなどを装備したラグジュアリー志向の「エクシモ（含イニシア）」と、スポーク形状のアルミホイールやリヤトランクスポイラー、エアロパーツ、レバー式サイドブレーキ、カラードグリルなどを纏ったスポーティ志向の「Sツーリング」の2シリーズ構成とした。運転席SRSエアバッグを全車に、ABSを上級グレードに標準装備（それ以外ではオプション）とし、安全性を訴求するとともに各デバイスの低価格化への礎を築くきっかけとなった。
J30型マキシマ譲りの広い室内、シンプルかつクリーンなエクステリア、上下動時の横揺れをなくしたリヤマルチリンクビームサスペンション（B14型サニーと基本構造は同じ）を採用したことも功を奏し、A32型は販売的にも日産のアッパーミドルクラスセダンとしては大成功を収めた。また、ブラウン内装や助手席側エアバッグなどを装備した「デュアルセレクション」、ならびに「デュアルセレクションII」もモデル途中に発売されて人気に拍車をかけた。先代からターゲットの年齢層が若干上昇しており、30代から40代の夫婦層やファミリー層で、CMもその年齢層を意識していた。
本車は当時の日産の世界戦略車種として位置づけられ、北米へは「マキシマ」や「インフィニティ・I30」、ヨーロッパやロシアへは1995年より「マキシマQX」として投入されるなど、世界各国で販売された。台湾では裕隆汽車公司にて現地生産が行われ、最上級グレードの名称が当時のセドリックと同じく「ブロアムVIP」であるなど、日本におけるセドリックと同等の高級車（A32型セフィーロは台湾で継続生産されていたY30型セドリックの後継車種）として扱われていた。外観については前期型は日本仕様とほぼ同じだが、後期型は大型バンパーや専用リアガーニッシュ、大型フロントグリルを用いる改良を受けている。
1997年（平成9年）6月にはセフィーロワゴン（WA32型）が追加発売された。当時一世を風靡していたステーションワゴンブームに便乗する格好で、セダンをベースに2年弱という短期間で開発されたものであり、車格としてはアベニールの上位、かつ、ステージアと並ぶ、日産最上級クラスのステーションワゴンであった。ボディはBピラーより前方をセダンと共用し、それより後方は新規設計としている。

### 年表
1996年（平成8年）1月、特別仕様車「デュアルセレクション」を設定。25エクシモ / 20エクシモをベースに運転席＆助手席エアバッグやABS、本革巻きステアリングなどを装備する。
1996年（平成8年）6月10日、オーテックジャパン扱いの「エアロセレクション」を発売。25Sツーリング / 20Sツーリングをベースに専用前後エアロバンパー、サイドパネル、リヤスポイラー、専用アルミホイール（R33型スカイラインと同デザインの16インチ）などを装備。
1997年（平成9年）1月13日、マイナーチェンジ（オーテックジャパン扱いの「エアロセレクション」のみ2月7日発売）。全車にABSとフロント両席エアバッグが標準装備となった。ファインビジョンメーター（上級グレード）やマルチリフレクター式ヘッドライト（Sツーリング系はブラックインナー、エクシモ系はクロームインナー）ならびにマルチリフレクター式リヤコンビネーションレンズを採用し、ドアトリムとパワーウインドーの形状を変更、センタークラスターの木目調パネルの面積を拡大するなど高級感の向上が図られた（反面、リヤの番号灯が2個→1個となり、灰皿のクローム加飾が廃止されるなどコストダウンも敢行された）。上級グレードにSRSサイドエアバッグを標準装備するなど安全面の向上も図られた。同時に、Sツーリングに装着されるアルミホイールが15インチから16インチにサイズアップされた。新グレード「25SツーリングJ」と「20エクシモG」が追加。前年6月発表のエアロセレクションはマイナーチェンジに対応して継続、2.5L車のベースグレードが25SツーリングJに変更された。モデル途中、ブラウン内装やインフィニティ・I30と同形状のグリルなどを採用した「ブラウンセレクション」も発売され話題を呼んだ。後期CM出演者は、中山美穂・桃井かおり・西村知美。
1997年（平成9年）6月2日、セフィーロワゴンを発表・発売。セダン同様、全車にVQエンジンが搭載され、グレードに応じて2,000cc（VQ20DE）、2,500cc（VQ25DE）、3,000cc（VQ30DE）の3種が設定された。グレードは大別すると「クルージング」と「クルージングG」があり、後者は運転席パワーシートやSRS両席サイドエアバッグ、ファインビジョンメーターなどが標準装備であった。また、全車に電子制御エンジンマウントが装備され（セダンでは上級グレードのみ）、メーカーオプションとして16インチアルミホイール、専用グリル、カラードドアハンドル、オフブラック内装などを装備した「スポーティーパッケージ」が設定された。全車4ATのみの設定であり、パーキングブレーキもハンドレバー式のみで足踏み式の設定はない。
1997年（平成9年）9月29日、ワゴンのオーテックジャパン扱いの特別仕様車「エアロセレクション」を発売。25クルージング / 20クルージングをベースに、フロント・サイド・リヤに専用のエアロパーツをまとっていた。
1998年（平成10年）、韓国のルノーサムスン（当時の三星自動車）が「SM5」としてライセンス生産を開始。
1998年（平成10年）1月、小改良。セダンの25SツーリングJ、イニシアが廃止される。ワゴンに特別仕様車「20クルージング Gパッケージ」を設定。
1998年（平成10年）5月19日、セフィーロ誕生10周年記念の特別仕様車「20エクシモ 10th ANNIVERSARY」（セダン）ならびに「20 / 25クルージング 10th ANNIVERSARY」（ワゴン）を発売。
1998年（）11月、セダンが生産終了。在庫対応分のみの販売となる。
1998年（平成10年）12月、セダンがA33型にフルモデルチェンジして販売終了。ワゴンはWA32型の販売を継続。
1999年8月30日、ワゴンをマイナーチェンジ。A33型セフィーロにならった丸型4灯式ヘッドランプ（アウターレンズはプラスチック製からガラス製に変更され、クリアランスレンズとは分離された）や新意匠のフロントグリル・リヤガーニッシュ&エンブレム（「CEFIRO」→「Cefiro」に書体を変更）、新デザインのアルミホイール&ホイールカバー、グレー塗装のルーフレール、ボディーカラーの入れ替え（シャンパンシルバーの追加など）、エンジンヘッドカバーの全部分シルバー塗装化、新意匠のステアリングやセレクターレバーを採用するなど主としてエクステリアとインテリアの意匠変更に重点が置かれた。また、ゾーンボディを採用するなど衝突安全性能も向上させた。ただし、それと引き換えにSRS両席サイドエアバッグは全車メーカーオプションとなっている。「スポーティーパッケージ」は引き続き設定され、選択すると前期の内容に加えて木目調センタークラスターパネルがブラックウッド調に変更され、ヘッドライトのインナーハウジングがチタン調に、そしてクリアランスレンズの色がアンバー（橙）となる。なお、このマイナーチェンジを機に3Lエンジン搭載の「30クルージングG」と「25クルージング」、そしてオーテックジャパン扱いの「エアロセレクション」は廃止され、それらと入れ替わりに「20クルージングG」が追加された。また、ディーラーオプションで台湾仕様のフロントバンパーとフロントグリル、フォグランプ&コーナリングランプで構成される「VIPセレクション」が全車に設定された。
2000年（平成12年）7月、ワゴンが生産終了。
2000年（平成12年）8月、ワゴンが販売終了。A33型にワゴンは設定されず、既存のステージアやプリメーラワゴンが後継となる。

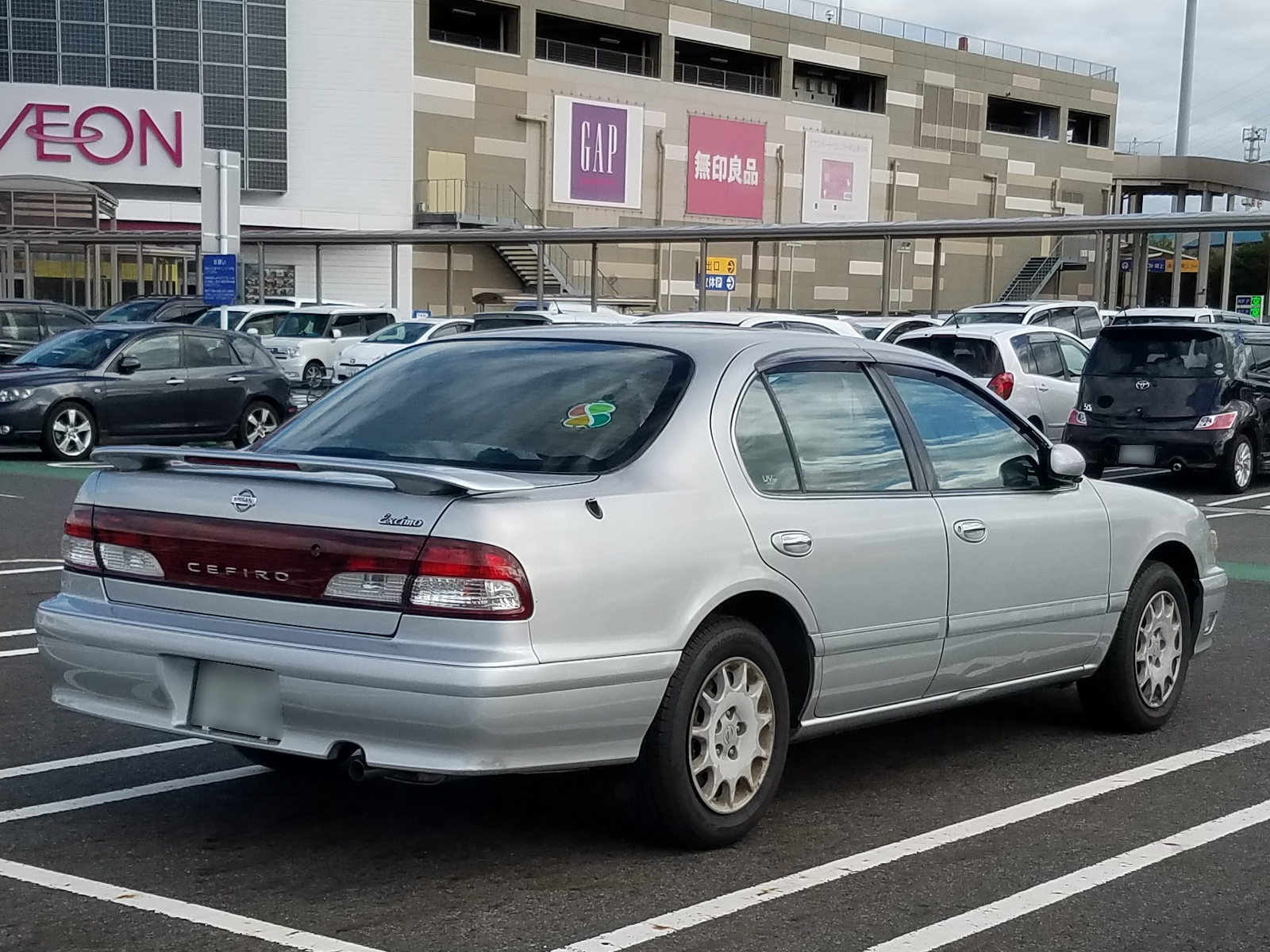
セダン エクシモ 後期型 リア
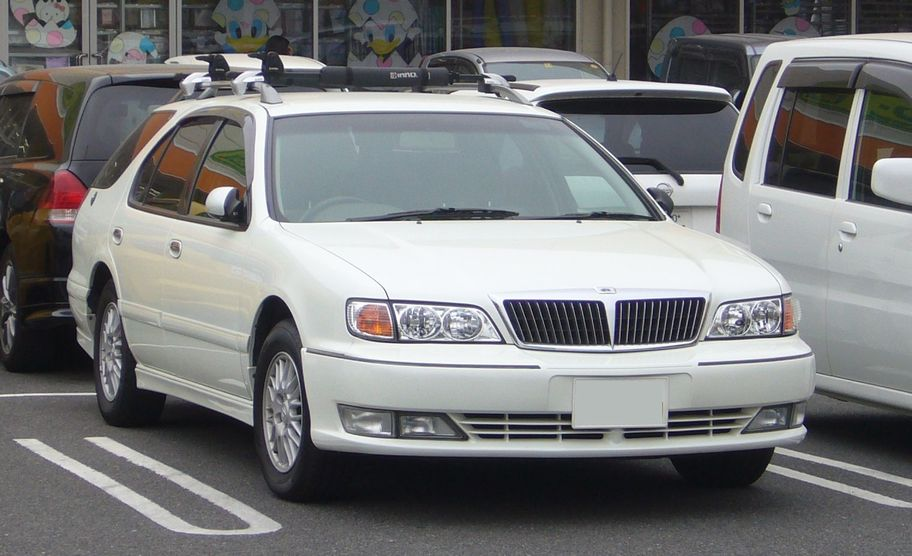
ワゴン 後期型 フロント（VIPセレクションキット装着車）
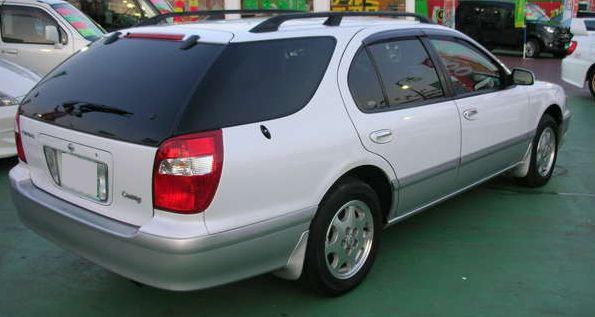
ワゴン 後期型 リア（10thアニバーサリー）
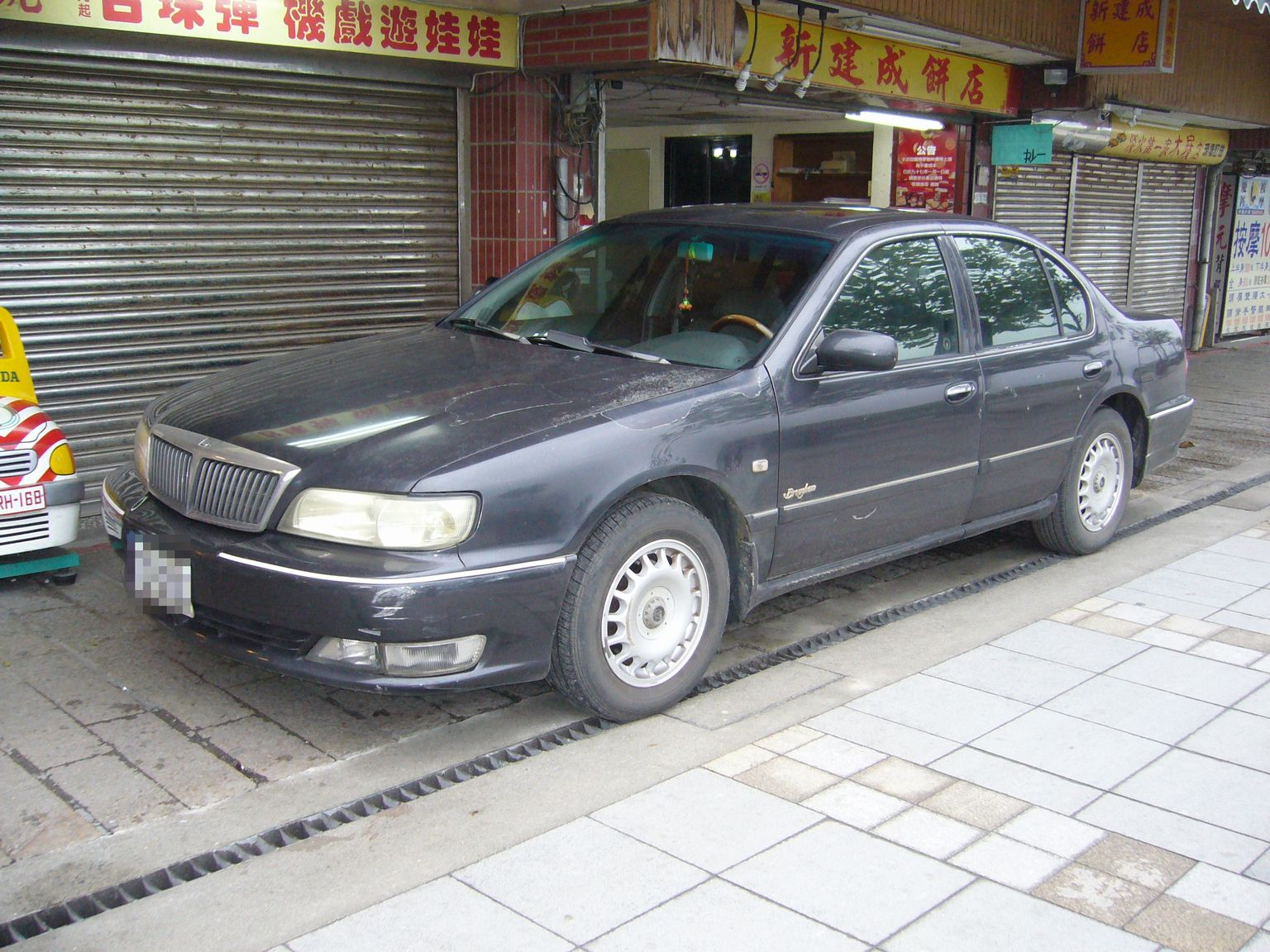
台湾仕様 後期型 フロント
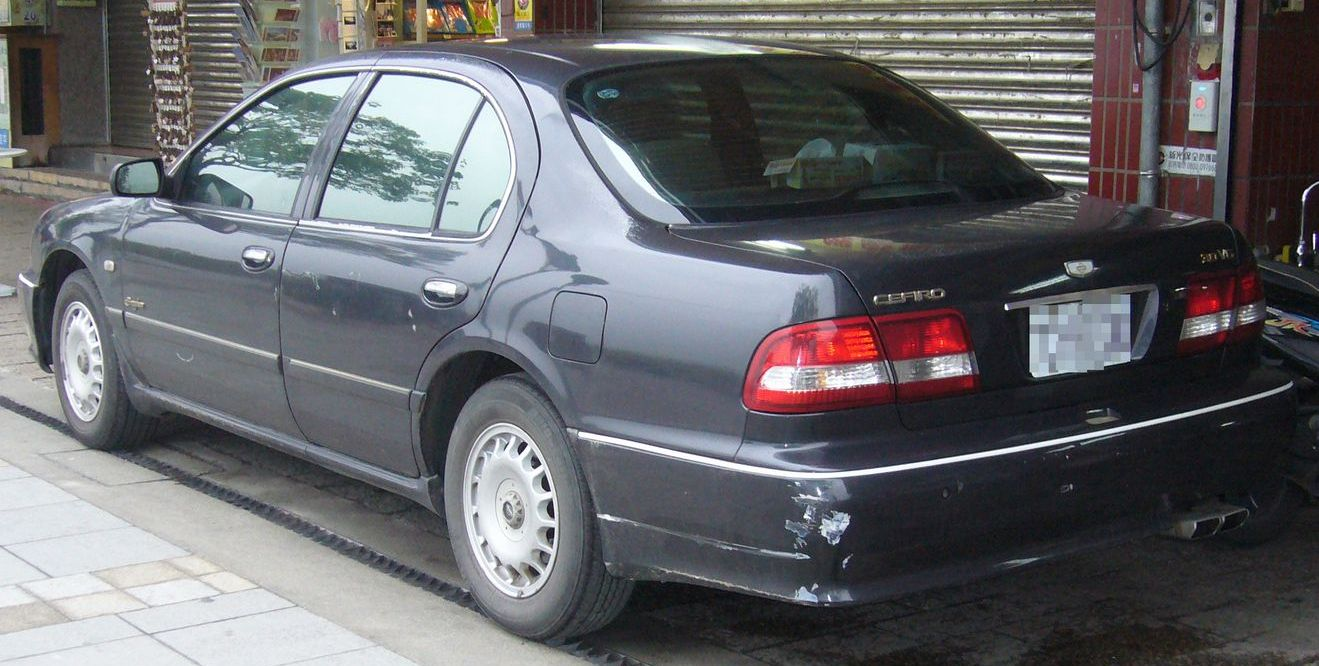
台湾仕様 後期型 リア

## 3代目 A33型（1998年 - 2003年）
1998年12月22日、A33型にモデルチェンジ。ワゴンはWA32型が継続生産。内外装デザインはイルカをモチーフとして取り入れた。キャッチコピーは「イルカに乗ろう」。搭載するエンジンはV型6気筒DOHC VQ25DD型直噴およびVQ20DE型リーンバーンの2機種。グレード体系は先代A32型同様、「エクシモ」系と「Sツーリング」系の2系統となる。販売会社の取り扱いが従来までの日産店とサニー店の併売から日産店とモーター店の併売に変更された。
2000年1月7日、装備を充実させた「Lセレクション」、オーテックジャパン扱いの「AUTECH（オーテック）」を発売。共にエクシモ / 25エクシモがベース。同時に一部仕様変更し、ボディカラーの「ブルーイッシュグレーパールメタリック」を「エクセレントブルーパール」に差し替えた。
- Lセレクションは、共通で本革巻ステアリングホイール&シフトノブ、2.5L車は15インチアルミホイール、2L車はスーパーサウンドシステムCDセレクション等を標準装備とした[注釈 13]。
- AUTECHは、光輝モール付きの専用前後バンパーおよびサイドガードモール、サイドシルプロテクター、専用アルミホイール（FY33型シーマと同デザインの16インチ）、専用オフホワイト色シート[注釈 14]等を装備。

2000年3月、ヨーロッパ向け「マキシマQX」を第70回ジュネーブモーターショーに出品。
2001年1月29日、マイナーチェンジ。海外向け車種のインフィニティI30と同様の前後バンパーの変更により全長がセフィーロ史上最長の4,920mmに延長された。同時に日本国内では法制上不要なサイドマーカーも装備された。エクシモGのアルミホイールを16インチにサイズアップし、グリルを新意匠のものに変更するとともに、初代以来続いていた（CEFIROの）頭文字「C」と末尾文字「O」をモチーフにしたマークを廃止、代わりに日産のブランドロゴのエンブレムをセットした。また、これを機にSツーリングは廃止されエクシモ系のみとなった。同時にオーテック扱いの「AUTECH」は名称を「AX」に変更。25エクシモGは本革シートを標準化。一方でコスト削減の一環からサンルーフ、車間距離レーダー、アクティブヘッドレスト、アクティブダンパーサスペンションの設定を廃止。
2002年1月8日、特別仕様車「NAVIエディション」を発売。エクシモ / 25エクシモをベースに、DVD方式のTV/ナビゲーションシステム（6.5インチワイド液晶モニター）と上質感のある木目本革コンビステアリング、本革巻シフトノブを装備し、お求めやすい価格とした特別仕様車である。
2002年8月、平成12年排出ガス規制に適合しない2.5L車が廃止され、2.0Lのみとなる。5MTも廃止。「エクシモNAVIエディション」を追加。VQ20DEの出力もリーンバーンからストイキに変更され、レギュラーガソリンに対応したことで160ps→150psとなった。エクシモGには本革シートのメーカーオプションが追加された。
海外仕様のAT車で足踏み式パーキングブレーキを採用したのは台湾・タイ仕様のA34（後述）、インフィニティ・Iで、それ以外は国内仕様前期のSツーリングと同じサイドレバー式を採用した。
2003年2月、日本国内市場向けモデルの生産終了。在庫対応分のみの販売となる。
2003年3月、在庫対応分が完売し販売終了。2008年末までの新車登録台数の累計は5万7225台。後継車はティアナ。
タンチョン・モーター・マレーシアSDN.BHDなどでは引き続き生産、カタールやサウジアラビアなどではマキシマの名前で生産されていた。また、台湾においては日本での生産が終了した後もフロントマスクを大幅に変更したものが「A34型」として発売されていた。
前期・後期ともに警察の覆面パトカーとして納入されている。

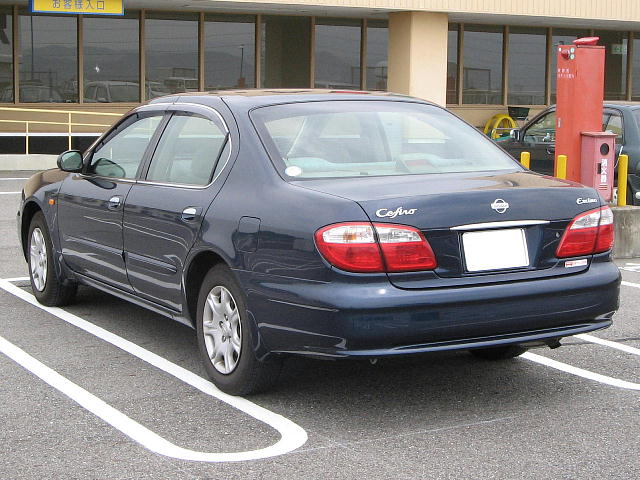
リア（前期型）
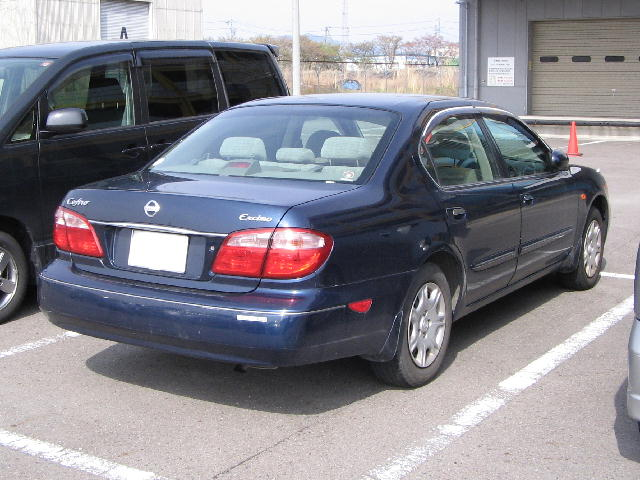
リア（後期型）
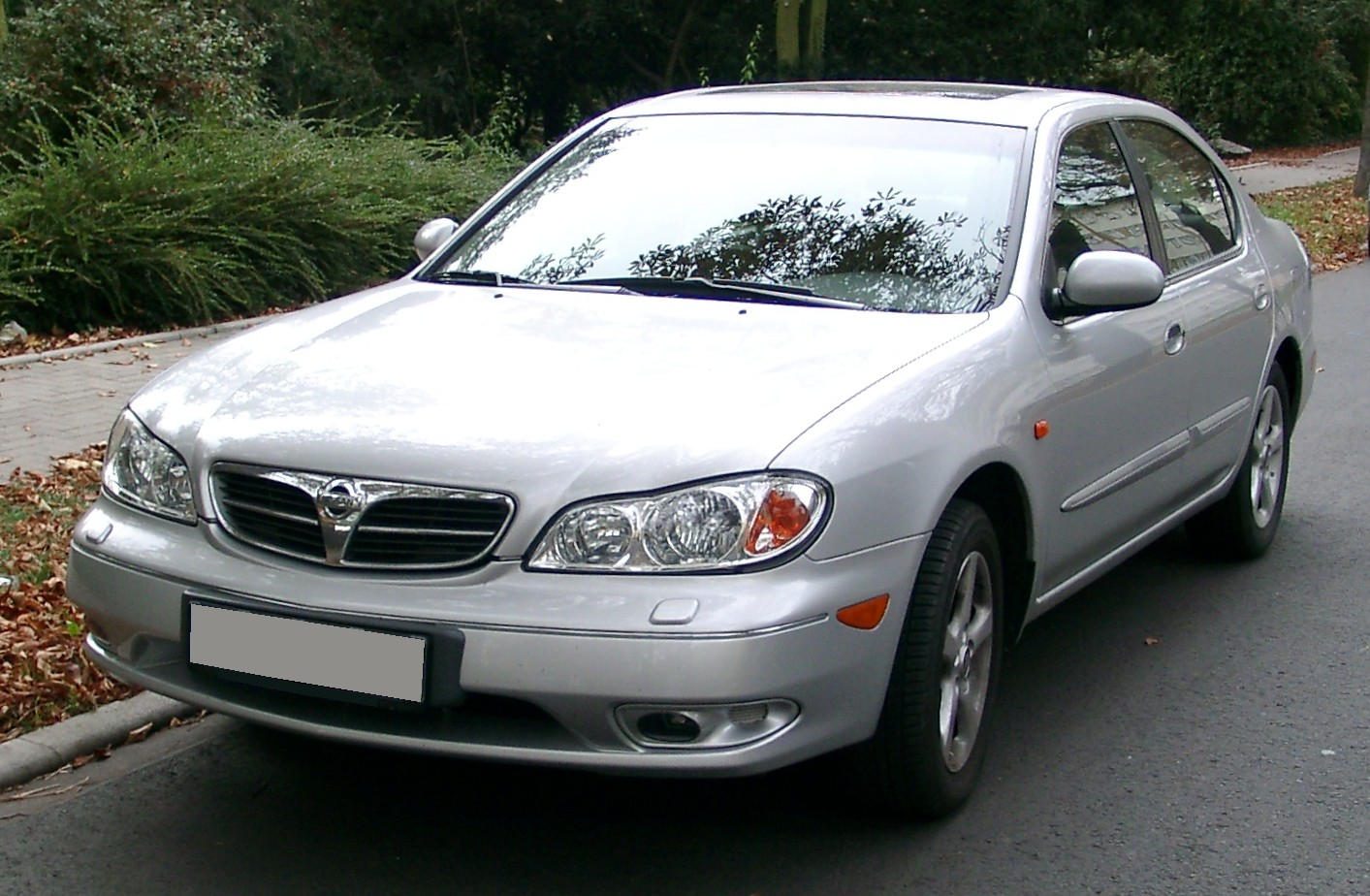
マキシマ フロント
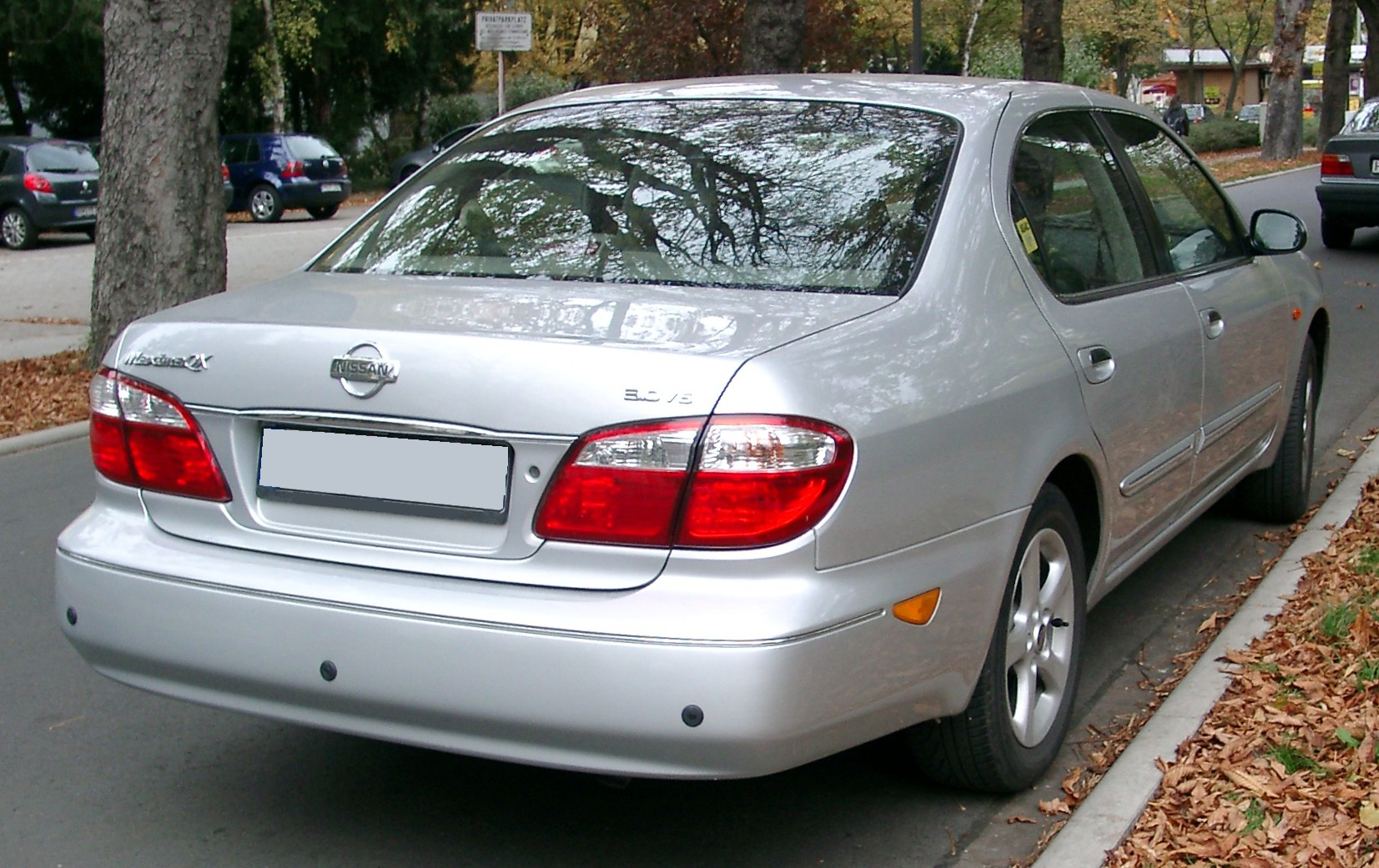
マキシマ　リア
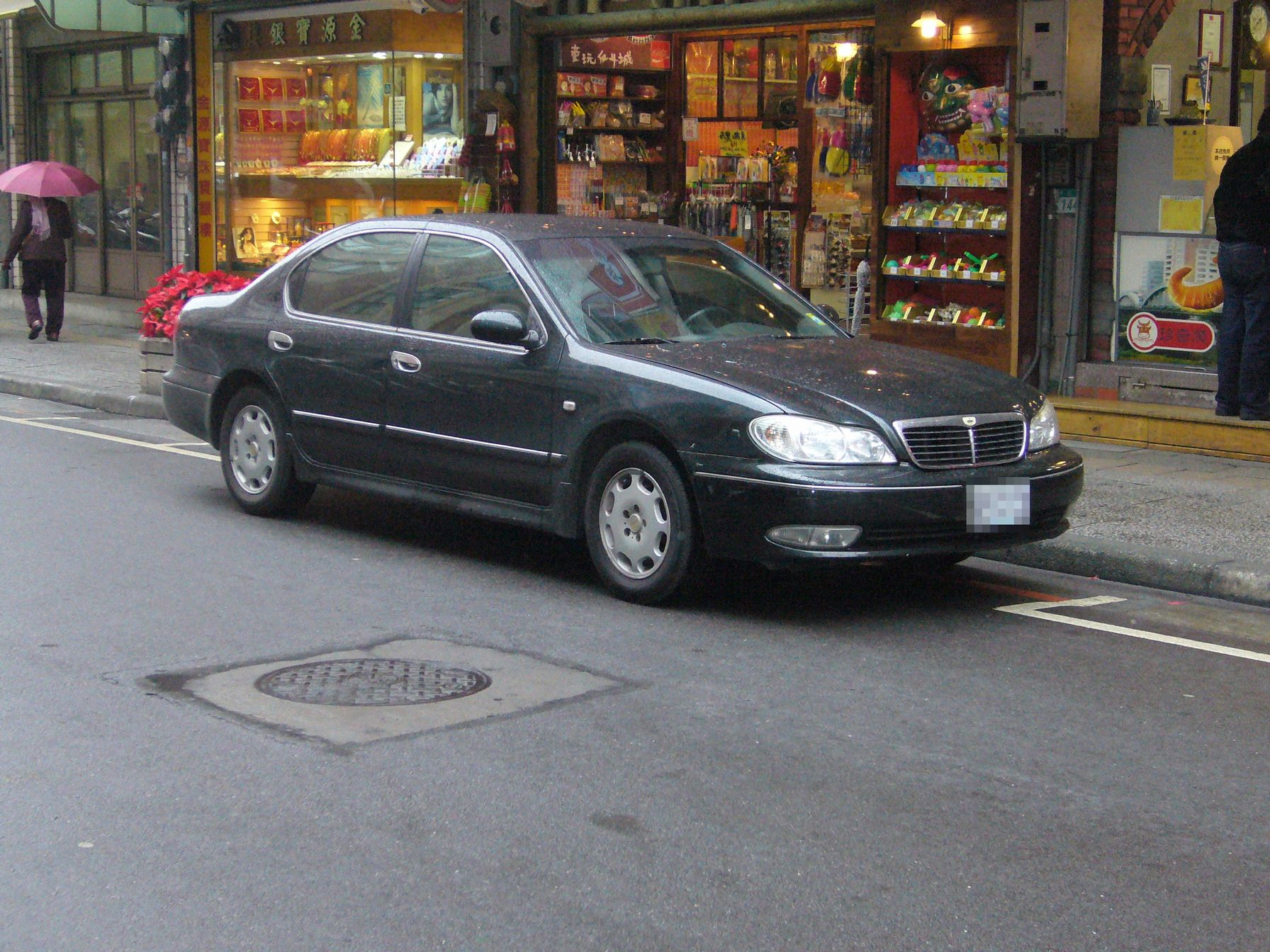
台湾仕様　フロント（前期型）
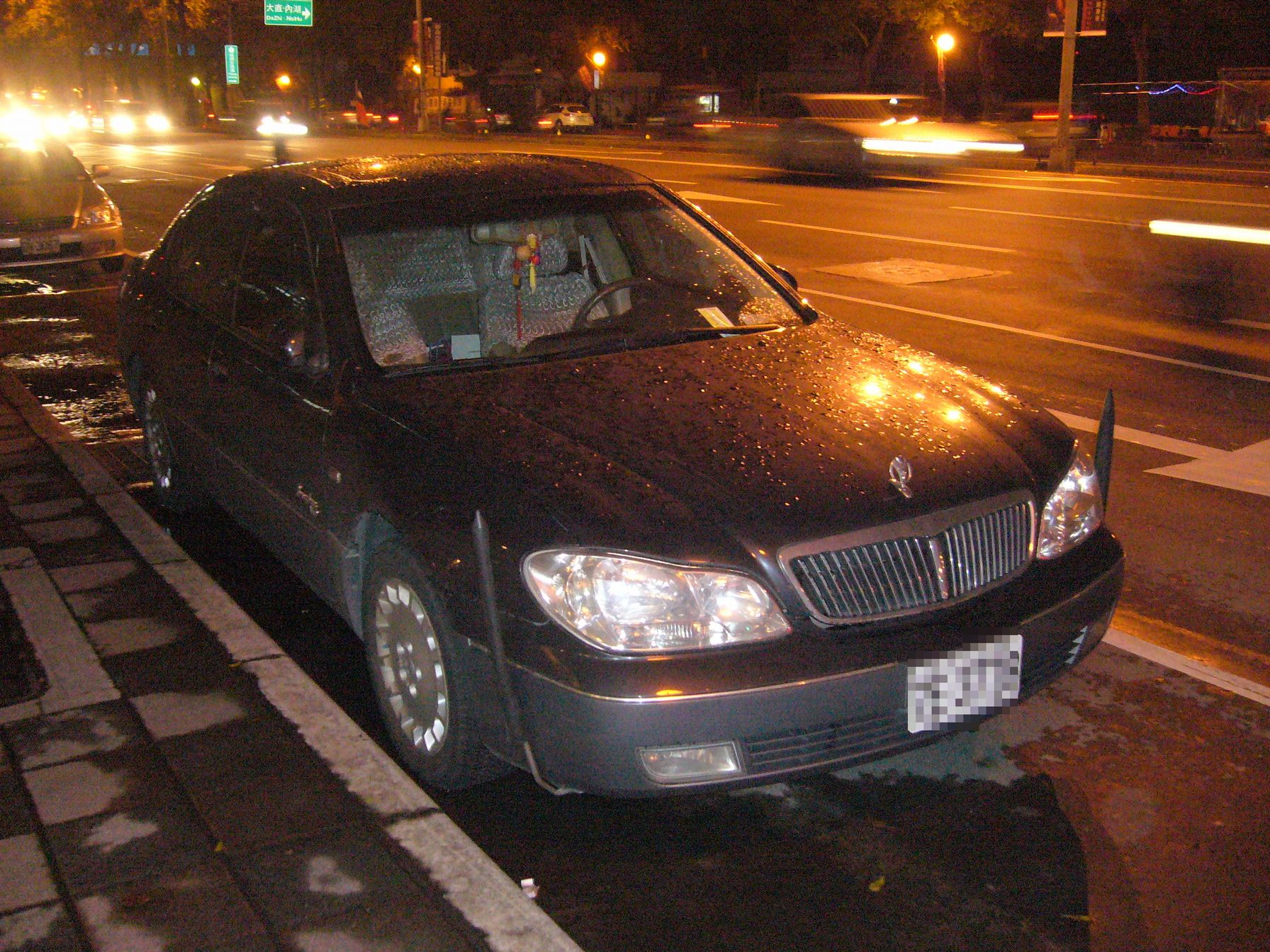
台湾仕様　フロント（後期、A34型）
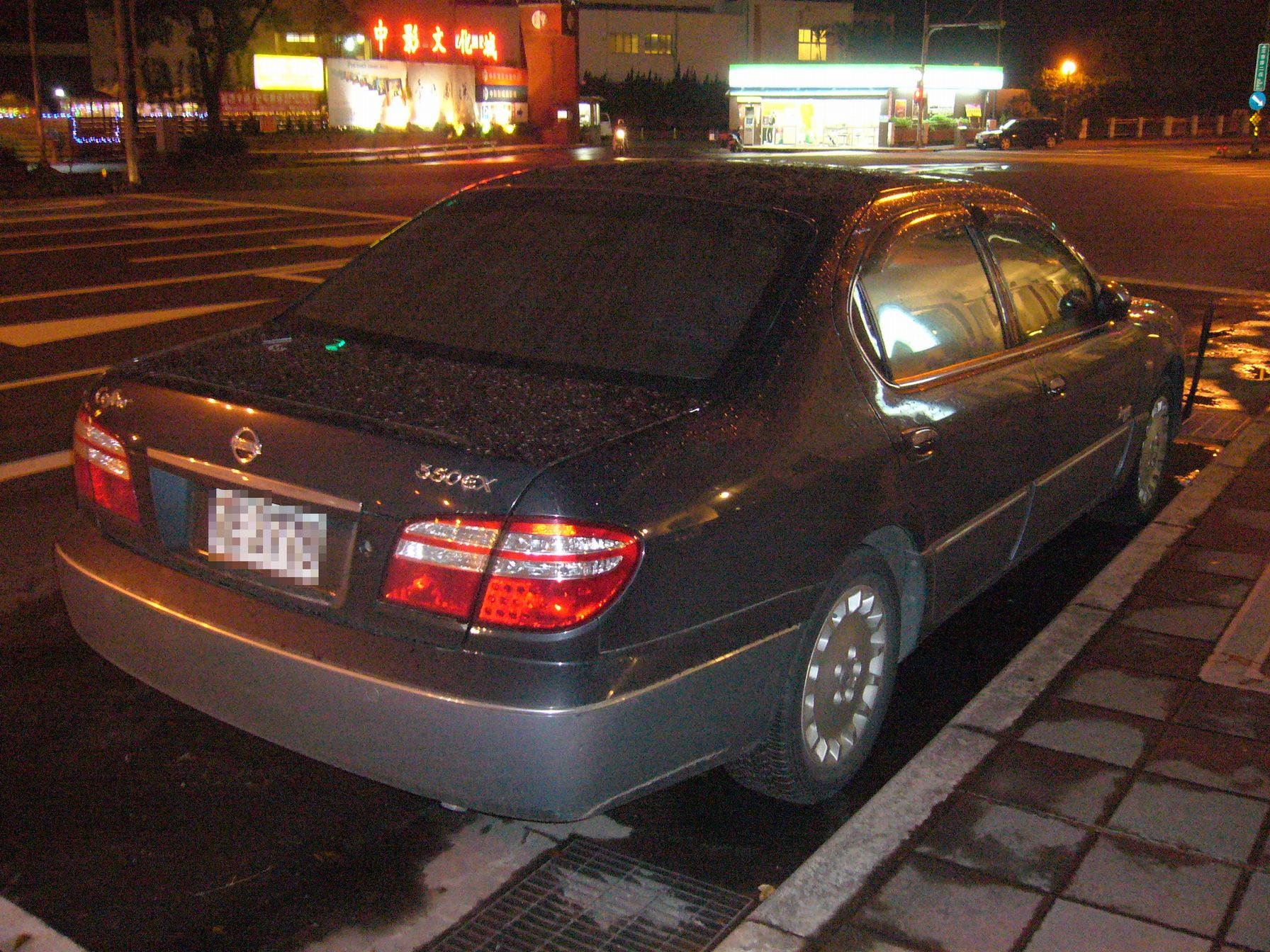
台湾仕様　リヤ（後期、A34型）

## 車名の由来
スペイン語で「そよ風」「地中海に春をもたらす西風」の意味で、英語のzephyr（ゼファー）と語源が共通する。この意味としてのスペイン語"céfiro"ではセにアクセントがあり、セフィロと発音する方が近く、フィーと伸ばすことはない。

## エピソード
- 初代モデルのCMキャラクターには井上陽水を起用。最初期のCMはニューヨーク郊外で撮影されたもので、林の中の道を走るセフィーロを後ろからカメラが追いかけ、セフィーロの助手席[注釈 18]に座る陽水がパワーウインドウを下げてカメラに向かって「みなさんお元気ですか？失礼します」と話しかけるものであった。しかし、放映開始からまもなく昭和天皇が体調を崩したことで日本国内は自粛ムードとなり、「みなさんお元気ですか？」というフレーズが時節柄好ましくないという意見が寄せられたため、当該部分の音声を無音処理した上で放映が続けられた[24]。なお無音処理後、「今夜は最高!」において、この陽水の言葉を使ったパロディコントが放送されている。